# Walter Monfrinotti
Walter Monfrinotti (Novara, 9 marzo 1929 – Novara, 19 novembre 1997) è stato un hockeista su pista italiano.

## Carriera

### Hockey Novara
Walter Monfrinotti definito amichevolmente "sgulgin" dall'allenatore Ciocala, di ruolo attaccante fu un giocatore dell'Hockey Novara anni quaranta e anni cinquanta frutto di quel vivaio novarese che, tra il 1942 e 1944 grazie ai tecnici Vittorio Bottini, Piero Buscaglia e Pierino Rizzotti lanciò in prima squadra giocatori del calibro di Panagini, Nanotti, Gallarini, Ghione, Prandi i quali formarono assieme ai veterani Grassi e Ciocala il pluriscudettano Hockey Novara del secondo dopoguerra. 
Monfrinotti fu la "spalla" in attacco di Panagini con il quale vinse gli scudetti del ' 46, ' 47. ' 49, ' 50, ' 58, '59.

### La nazionale italiana
Monfrinotti debuttò con la maglia della Nazionale italiana in occasione di una tournée italiana in Francia del febbraio del 1950. Inoltre partecipò al torneo di Montreux, ai campionato del mondo di specialità di Milano 1950, Barcellona 1951, Porto 1952.

## Palmarès

### Giocatore

#### Club

##### Competizioni nazionali
- Campionato italiano: 6

Novara: 1946, 1947, 1949, 1950, 1958, 1959

### Libri
- Gianfranco Capra, Quaderni novaresi. Lino Grassi la storia dell'hockey, Novara, Zen iniziative, 2008.
- Gianfranco Capra Mario Scendrate, Hockey su pista in Italia e nel mondo, Novara, S.E.N., 1984.
- Fernando Castro, Campeonatos do mundo de hóquei em patins: contributos para a sua história, Despertar Memórias, agosto 2011.

### Pubblicazioni
- Gianfranco Capra Mario Scendrate, Hockey Novara. Tutti i nazionali, in Enciclopedia dello sport di Novara e VCO, supplemento al periodico "Tribuna Sportiva", 25 ottobre 1993, n. 66, Novara, 1993.
- Gianfranco Capra, Gli scudetti degli anni '40-'50, in Enciclopedia dello sport di Novara e VCO, supplemento al periodico "Tribuna Sportiva", 27 settembre 1993, n. 58, Novara, 1993.